# 许从诚
许从诚（?—?），明朝北直隶定兴县石像村人，明世宗第五女嘉善公主的丈夫。
嘉善公主朱素嫃於嘉靖三十六年（1557年）下嫁许从诚，被封为驸马都尉。嘉靖、万历年间，祭祀太庙等礼仪多由许从诚代行。许从诚的坟墓位于河北省定兴县城两4公里处的东落堡乡东落堡村北。许从诚的孙子许显纯，是魏忠贤一党。